# Alisos de Arrendamientos
Alisos de Arrendamientos es un caserío peruano ubicado en el distrito de Lagunas, perteneciente a la provincia de Ayabaca del departamento de Piura, al norte del Perú. 

## Ubicación
Alisos de Arrendamientos se ubica al sur de la provincia de Ayabaca, en el distrito de Lagunas, en el departamento de Piura.

## Demografía
En 2017 Alisos de Arrendamientos tenía una población de 81 habitantes.